# Mohawk (hrabstwo Herkimer)
Mohawk – wieś w Stanach Zjednoczonych, w stanie Nowy Jork, w hrabstwie Herkimer.